# Long Branch, New Jersey

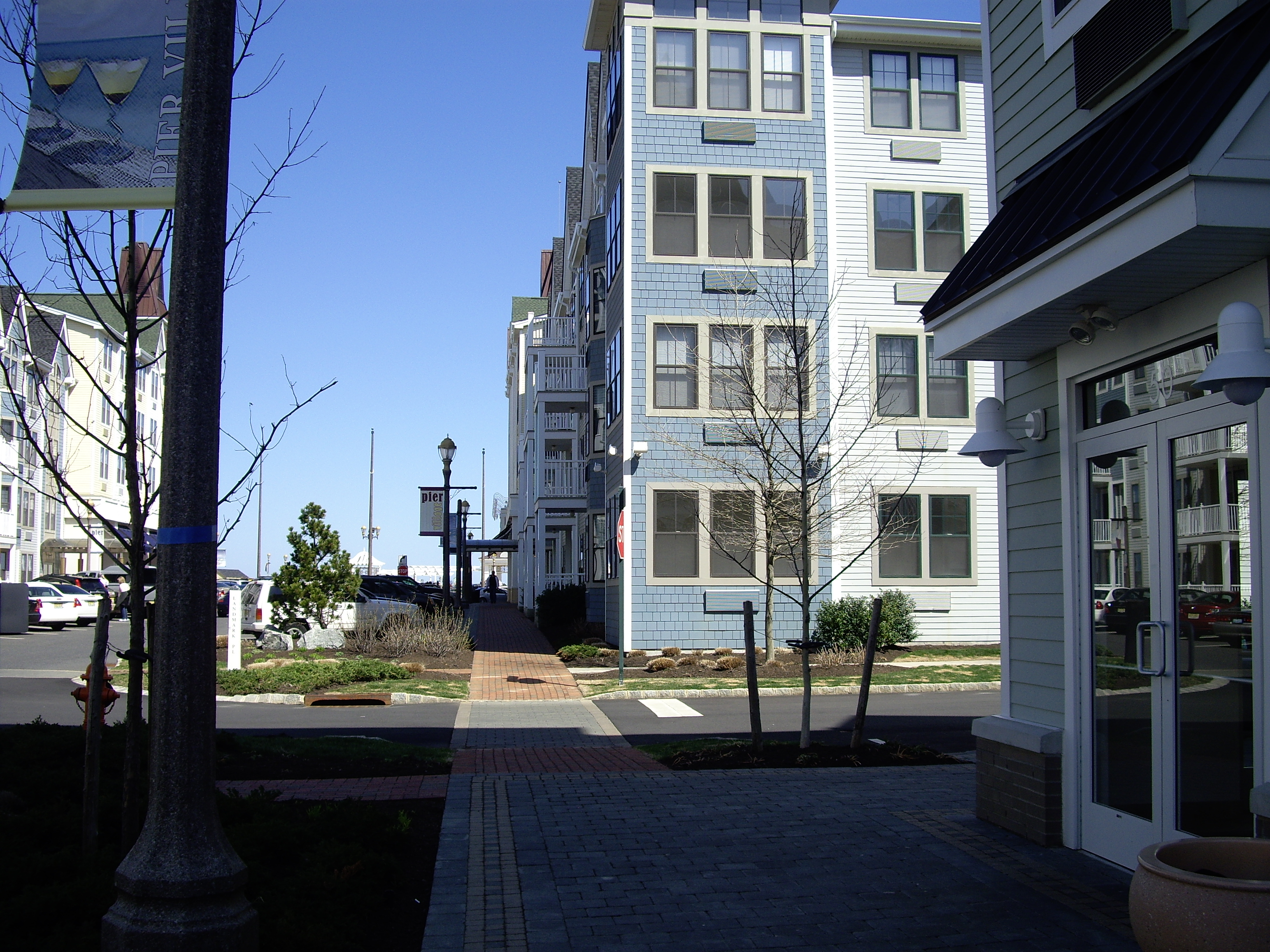
En bild på några hus i staden

Long Branch är en stad i Monmouth County, New Jersey, USA. Det bor ungefär 30 000 personer i Long Branch. Här föddes Norman Mailer och Bruce Springsteen.